# Belfast Lanyon Place

Schemat linii kolejowych w Irlandii Północnej

Belfast Lanyon Place (w latach 1976–2018 Belfast Central) – jedna z czterech stacji kolejowych Belfastu, otwarta 26 kwietnia 1976 (od tego czasu jest to centralny węzeł kolejowy Irlandii Północnej, przejmując tę funkcję od Belfast Great Victoria Street). Zlokalizowana nieopodal centrum miasta, przy East Bridge Street. Gruntowanie przebudowana w latach 2000–2003. Z uwagi na fakt, że nie znajduje się w ścisłym centrum miasta, 1 września 2018 zmieniono jej oficjalną nazwę z Belfast Central na Belfast Lanyon Place.